# (100555) 1997 GY1
(100555) 1997 GY1 es un asteroide perteneciente al cinturón de asteroides, descubierto el 7 de abril de 1997 por el equipo del Spacewatch desde el Observatorio Nacional de Kitt Peak, Arizona, Estados Unidos.

## Designación y nombre
Designado provisionalmente como 1997 GY1.

## Características orbitales
1997 GY1 está situado a una distancia media del Sol de 2,460 ua, pudiendo alejarse hasta 2,805 ua y acercarse hasta 2,115 ua. Su excentricidad es 0,140 y la inclinación orbital 3,580 grados. Emplea 1409,54 días en completar una órbita alrededor del Sol.

## Características físicas
La magnitud absoluta de 1997 GY1 es 16,4. Tiene 4 km de diámetro y su albedo se estima en 0,036.